# Gentleman for en Time
Gentleman for en Time er en dansk stumfilm fra 1917, der er instrueret af Lau Lauritzen Sr. efter manuskript af Helen Gammeltoft og Robert Hansen.

## Handling
Denne artikel mangler et handlingsreferat. Hjælp os med at skrive det.